# Левченко, Геннадий Петрович
Геннадий Петрович Левченко (род.  20 декабря 1947) — украинский политик, генеральный директор Харьковского производственного объединения «Завод имени Малышева». Народный депутат Украины 1-го созыва. 

## Биография
Окончил Ворошиловградский машиностроительный институт, инженер-механик.
Член КПСС с 1972 по 1991 год.
Находился на руководящей инженерской работе на предприятиях машиностроения.
На 1990 год — директор механосборочного производства Харьковского производственного объединения «Завод имени Малышева».
18.03.1990 избран народным депутатом Украины, 2-й тур 46.39% голосов, 6 претендентов. Входил во фракцию «Беспартийные», «За социальную справедливость». Член Комиссии ВР Украины по вопросам обороны и государственной безопасности.
С 1991 до середины 1990-х годов — генеральный директор Харьковского производственного объединения «Завод имени Малышева».
В марте — октябре 1992 года — член Коллегии по вопросам экономической политики Государственной думы Украины. В 1993 году — член Комиссии Президента Украины по вопросам науки.
Потом — на пенсии.

## Награды
- Орден «За заслуги» ІІІ степени (23 августа 2011 года) — за значительный личный вклад в становление независимости Украины, утверждение её суверенитета и международного авторитета, заслуги в государствообразующей, социально-экономической, научно-технической, культурно-образовательной деятельности, добросовестное и безупречное служение Украинскому народу[1].
- Орден Дружбы народов (31 мая 1993 года, Россия) — за большой вклад в создание дизелей общего назначения и оснащение ими народного хозяйства России[2].
- медали.